# Kleczew (plaats)
Kleczew is een stad in het Poolse woiwodschap Groot-Polen, gelegen in de powiat Koniński. De oppervlakte bedraagt 6,68 km², het inwonertal 4151 (2005).